# Noriko Baba
Noriko Baba (jap. 馬場 典子, Baba Noriko; * 4. Mai 1977 in Tokio) ist eine ehemalige japanische Fußballspielerin.

## Karriere

### Verein
Sie begann ihre Karriere bei Nippon TV Beleza, wo sie von 1994 bis 2006 spielte. 2006 beendete sie Spielerkarriere.

### Nationalmannschaft
Im Jahr 2001 debütierte Baba für die japanischen Nationalmannschaft. Insgesamt bestritt sie fünf Länderspiele für Japan.

## Errungene Titel
- Nihon Joshi Soccer League: 2000, 2001, 2002, 2005, 2006